# Powiat Kutná Hora
Powiat Kutná Hora (czes. Okres Kutná Hora) – powiat w Czechach, w kraju środkowoczeskim.
Jego siedziba znajduje się w mieście Kutná Hora. Powierzchnia powiatu wynosi 916,86 km², zamieszkuje go 73 452 osób (gęstość zaludnienia wynosi 80,19 mieszkańców na 1 km²). Powiat ten liczy 88 miejscowości, w tym 4 miasta.
Od 1 stycznia 2003 powiaty nie są już jednostką podziału administracyjnego Czech. Podział na powiaty zachowały jednak sądy, policja i niektóre inne urzędy państwowe. Został on również zachowany dla celów statystycznych.

## Struktura powierzchni
Według danych z 31 grudnia 2003 powiat ma obszar 916,86 km², w tym:
- użytki rolne – 66.00%, w tym 83.61% gruntów ornych
- inne – 34%, w tym 69.06% lasów
- liczba gospodarstw rolnych: 620

## Demografia
Dane z 31 grudnia 2003:
| Opis        | Ogółem | Kobiety      | Mężczyźni    |
| ----------- | ------ | ------------ | ------------ |
| populacja   | 73 452 | 37340 50,84% | 36112 49,16% |
| średni wiek | 39,5   | 41,53        | 38,53        |

- gęstość zaludnienia: 80,19 mieszk./km²
- 53,36% ludności powiatu mieszka w miastach.

## Zatrudnienie
| Mieszkańcy ze stałym zatrudnieniem | 15 650       |
| Średnia pensja miesięczna          | 15 597 koron |
| Bezrobotni                         | 4290         |
| Stopa bezrobocia                   | 11,86%       |

## Szkolnictwo
W powiecie Kutná Hora działają:
| Rodzaj szkoły                   | Liczba szkół |
| ------------------------------- | ------------ |
| Przedszkola                     | 36           |
| Szkoły podstawowe               | 29           |
| Gimnazja                        | 3            |
| Szkoły średnie techniczne       | 5            |
| Szkoły średnie ogólnokształcące | 4            |
| Szkoły wyższe                   | 3            |

## Służba zdrowia
| Lekarze                               | 213 |
| Szpitale                              | 2   |
| Specjalistyczne ośrodki terapeutyczne | 2   |
| Gabinety dentystyczne                 | 34  |
| Apteki                                | 15  |